# 국민과 함께 국군과 함께
국민과 함께 국군과 함께는 KBS 1라디오(전국, 수도권 기준 FM 97.3MHz, AM 711kHz)의 국방 프로그램이다.
진행자는 김기만 아나운서이며, 방송시간은 매주 일요일 밤 8시 30분부터 밤 8시 56분까지이다.
예전에는 라디오 위문열차도 KBS 1라디오로 방송되었지만, 2003년 7월 14일 이후에 현재처럼 축소되었다.
국방FM에도 같은 제목의 프로그램이 평일 오후 4시 5분부터 저녁 6시까지 방송되었으나, 현재 개편으로 폐지되었다.
단, 이 프로그램은 모두 전국방송이다.

## 코너
- 국방브리핑 - 연합뉴스 김귀근 기자

| KBS 1라디오 일요일 프로그램 |                           |                         |
| 이전                        | 국민과 함께 국군과 함께   | 다음                    |
| 생방송 주말 저녁입니다      | 국민과 함께 국군과 함께   | KBS 뉴스 9 (1TV 수중계) |
| 저녁 6시 5분 ~ 밤 8시 30분  | 밤 8시 30분 ~ 밤 8시 56분 | 밤 9시 ~ 밤 9시 20분    |
|                             |                           |                         |

| KBS춘천 1라디오 일요일 프로그램 |                           |                         |
| 이전                            | 국민과 함께 국군과 함께   | 다음                    |
| 생방송 주말 저녁입니다          | 국민과 함께 국군과 함께   | KBS 뉴스 9 (1TV 수중계) |
| 저녁 6시 5분 ~ 밤 8시 30분      | 밤 8시 30분 ~ 밤 8시 56분 | 밤 9시 ~ 밤 9시 20분    |
|                                 |                           |                         |